# フランシスコ・V・コチン
フランシスコ・ビセンテ・コチン（Francisco Vicente Coching、1919年1月29日–1998年9月1日）はフィリピン人の漫画家。フィリピン・コミックの黎明期に原作・作画家として活躍し、「フィリピン漫画界の柱石」の一人、「キング・オブ・コミック」、「フィリピン漫画の長老」と呼ばれている。コチンが生み出した代表的なキャラクターにはペドロ・ペンドゥコ、ハギビス、蛮人サバスがいる。
没後の2014年にフィリピンの芸術界でもっとも名誉ある国民芸術家の称号を与えられている。

## 経歴
フィリピン、リサール州パシッグ市のブティン地区で生まれる。父グレゴリオ・コチンはタガログ語の雑誌『リワイワイ』で活躍した小説家だった。グレゴリオの縁でフィリピン漫画界のパイオニアの多くと知り合い、「フィリピン・コミックの父」とされるトニー・ベラスケスに師事した。フィリピン版ターザン『クラフ』の作者であるフランシスコ・レイエスからも多大な影響を受けた。
通信教育で絵画を学び、『リワイワイ』誌でイラストレーションを描き始めた。1934年に15歳で Silahis Magazine 誌に Bing Bigotilyo を描いた。当時の若者文化を反映したユーモア作品だった。1935年には  Bahaghari Magazine で Marabini（→Marahas na Binibini、「猛き乙女」）を描き、女戦士の主人公を登場させた。第二次世界大戦が始まると漫画家としての活動を中断し、レジスタンス組織ハンターズROTCのカマゴン部隊に入って抗日ゲリラ活動に従事した。
戦後、クラフの影響を受けたキャラクターであるハギビスを作り出し、同作で人気漫画家の地位を確立した。Hagibis は15年にわたって『リワイワイ』誌に連載されたほか、1947年の第1作を皮切りに8編の映画が作られている。
1950年代から1960年代にかけての「フィリピン・コミックの黄金時代」を牽引する存在となったコチンは、植民地主義と戦火から解放された戦後復興期フィリピンの時代精神の一部を担ったと評価されている。コチンの作品にはスペイン植民地時代の社会闘争を描くものが多く、Sabas, ang Barbaro（→蛮人サバス）や Sagisag ng Lahing Pilipino（→フィリピン民族の象徴）などがある。メスティソ男性を主人公にした El Indio（→インディオ） (1952) は、ジェリー・アランギランによって「作画技法が最も冴えわたった時期の作品」と評価されている。
それ以外にもコメディからアドベンチャー、歴史、ロマンス、神話、セックス、ホラーなど多彩なジャンルにわたる作品があり、代表作の一つ Pedro Penduko（→ペドロ・ペンドゥコ） (1954)は特別な能力を持たずに伝承上の怪物と闘う民衆の英雄の物語だった。そのほかの作品には Bertong Balutan、Don Cobarde、Ang Kaluluwa ni Dante（→ダンテの魂）、Pagano（→ペイガン）、Haring Ulupong、Dumagit、Lapu-Lapu、Bulalakaw、Waldas、Talipandas、Palasig、Movie Fan、Anak ni Hagibis（Hagibis 続編）、Gat Sibasib（Hagibis 続編）、Satur、Dimasalang、Bella Bandida、El Vibora、Sa Ngalan ng Batas、El Negro がある。1974年の El Negro がコチンの最終作となった。
39年にわたってコミック界で活動し、60編余りのコミック作品を残した後に1973年に54歳で引退した。1998年9月1日に78歳で没した。

## 作風
コチンはフィリピンでは数少ない原作者を兼ねた漫画家であり、フィリピン・コミックのビジュアルな語りの様式を先駆けて確立し、多くの後進に影響を与えたとされている。美術批評家ソレダッド・レイエスは、コチンの描くコマ一つ一つが精緻なディテールによって巧みに構成されており、それらを積み重ねてゆっくりと物語を展開していると述べている。
コチン作品をはじめとするフィリピンの伝統的なコミックは、太い描線によって背景までを装飾的に描き込む「バロック的」な絵が特徴とされる。フィリピン文化センターが発行するフィリピン芸術事典は、コチンの画風がフィリピン・コミックのロマン主義的な伝統に沿ったもので、動感に富む流麗な描線と濃淡による形態表現を駆使し、流動的でうねるような効果を生み出すと評している。漫画家でフィリピン・コミック史の研究家でもあるジェリー・アランギランはコチンの筆致は大胆で熱情的だった。コチンが造形する人体は立っているだけで動いているように見えたと書いている。
美術批評家アリス・ギレルモはコチンの人間描写、複数の人物を配置した画面構成、彩色、設定の巧みさに1930年代の米国コミック・ストリップ作家ハル・フォスター（『プリンス・ヴァリアント』）の影響があると述べている。

## 文化的影響
コチンに国民芸術家の称号を認定した国家文化芸術委員会は、コチンのコミック作品がフィリピン人の意識に人種やアイデンティティの問題を喚起したと評している。コチンが繰り返し描いた19世紀植民地時代の人種・階級闘争という主題はその後のフィリピン映画にも受け継がれた。また、英雄ラプ＝ラプを扱った Lapu-Lapu などでは、不羈独立の屈強なマレー系男性を描くことで民族の自己意識を肯定する人物類型を創造したと評価した。同委員会のアルマ・キントは、コチンの作品が我々の文化、我々の伝説を語っている。我々の魂、我々のフィリピン人としてのアイデンティティをと述べている。『エスクァイア』誌は、フィリピンのポップカルチャーがコチンのコミックによってアイデンティティを獲得したと評し、フェルディナンド・マルコス政権による戒厳令（1972年）で転機を迎える以前のフィリピンの文化、社会的理想、人間像がそこに体現されていると書いた。
フィリピン土着の部族の出身である英雄的な一般人が人々のために怪物と闘う Pedro Penduko などの作品は、伝統的民俗文化とポップカルチャーを融合させていると評されている。「民衆の語り」の活用は同時代の国民芸術家にも通底しており、美術研究者パトリック・D・フローレスは、コチンを壁画家カルロス・フランシスコおよび映画監督マヌエル・コンデと並置し、三者がフォークロアや民衆の欲望を作品に織り込むことで、習俗やナショナリズムに収まり切らない開かれたフィリピン人像を描き出したと論じている。
コチンは多くのフィリピン人イラストレーターに影響を与えた。例としてはノリー・パナリガン、フェデリコ・C・ハビナル、カルロス・レモス、セルソ・トリニダッド、エミル・キゾン＝クルス、ネストール・レドンド、アルフレド・アルカラ、エミル・ロドリゲスが挙げられる。国際的に認知されたフィリピン人漫画家でコチンから影響を受けた者も多い。DCコミックスでジョナ・ヘックスとブラックオーキッドを生み出したトニー・デズニガは10代でコチンの作品を読んでいた。マーベル・コミックスでスター・ロードを作り出したスティーヴ・ガンはコチンのコミックや原画を収集している。オカルト探偵シリーズ『トレセ』の作者の一人で作画家のカホ・バルディシモもコチンから影響を受けている。
コチンが1973年に描いたラプ＝ラプのイラストレーションは、フィリピン郵政公社から2004年11月15日に発行されたコミックテーマの切手シリーズに収録された。生誕100年の2019年にはコチンの自画像を用いた記念切手が発行された。
コチンの作品展が文化施設ナヨン・ピリピノ (1987) やフィリピン文化センター (2001)、フィリピン国立美術館（2009）で開催されている。生誕100年記念にはアヤラ博物館で Images of Nation: F.V. Coching, Komiks at Kultura という表題の展示が行われた。ニューヨークやハワイでも2009年に作品展 Francisco V. Coching: Filipino Master Komiks Artist が行われた。2011年には英国で刊行された世界の名作コミック1001冊を紹介する書籍にコチンの El Indio (1953) が選出された。

## 映画化
コチンの長編作品は50-60編が数えられるが、その大半が映画化されている。インクワイアラー紙は、コチン作品の構成が映画的でテンポが良く絵コンテのようだったため映像化に向いていたと書いている。代表的な映画化作品は Hagibis や Sabas ang Barbaro で、いずれもファンタジーの要素を取り入れたアクション／冒険ジャンルだった。コチンの代表作 Pedro Penduko は2018年時点までに継続して映画6作とテレビドラマ2作が作られており、ほかの作品へのカメオ出演もある。

## 受賞
1981年、マニラ芸術文化委員会から特別表彰（→Tanging Parangal）として芸術的コミック賞（→Makasining na Komiks Award）を受賞した。1984年には業界団体コミックス・オペレーション・ブラザーフッド (KOMOPEB) から生涯功労賞を受けた。1998年にはフィリピン芸術界への貢献がパサイ市政府から表彰された。2008年にはフィリピン文化センターから芸術家への最高位の賞である Gawad CCP Para sa Sining を授与された。
1999年および2001年にフィリピン国民芸術家（視覚芸術部門）へのノミネートを受け、没後の2014年6月20日に大統領令第808号（2014年）によって同賞を追贈された。

## 著書
コチンの作品は隔週刊などのコミックブックに連載されたもので書籍化されていないが、一部は2000年代に復刻出版が行われている。
- Coching, Francisco V. (2009). Ang Barbaro (A Graphic Novel). Vibal Foundation[29]
- Coching, Francisco V. (2009). Francisco Coching's El Indio (A Graphic Novel). Vibal Foundation[30]
- Coching, Francisco V. (2025). Condenado. Vibal Foundation[31]
- Coching, Francisco V. (2025). Dumagit. Vibal Foundation[32]
- Coching, Francisco V. (2025). Satur. Vibal Foundation[33]